# 10e Luftwaffen-Felddivisie
De Duitse 10e Luftwaffen-Felddivisie (Duits: 10. Luftwaffen-Feld-Division) was een Duitse infanteriedivisie tijdens de Tweede Wereldoorlog. De divisie diende aan de noordelijk sector van het oostfront rond de Oranienbaum pocket en werd daar begin januari 1944 vernietigd.

## Geschiedenis

### Oprichting en inzet in 1942/43
De 10e Luftwaffen-Felddivisie werd in oktober 1942 op westduitse oefenterreinen gevormd uit het Flieger-Regiment 72 plus overtollig Luftwaffe-personeel.
Vanaf 15 november 1942 ging de divisie op transport naar de noordelijke sector van het oostfront en nam daar de westelijke helft van de frontlinie rond de Oranienbaum pocket in. In deze positie lag de divisie minder dan een jaar en verkortte toen de frontlijn tot de midden sector van de pocket.

### Overgenomen in hetHeer
Op 1 november 1943 werd de divisie aan de Oranienbaum pocket overgenomen door het Heer en kreeg de benaming 10e Felddivisie (L) (Duits: 10. Feld-Division (L)), waarbij de L voor Luftwaffe stond. In het algemeen werd (ook in officiële documentatie) de naam 10e Luftwaffen-Felddivisie verder gevoerd. Hierbij moest de divisie zijn 4e Afdeling (IV. Abt., (Flak)) van het artillerieregiment afstaan. Deze bleef in de Luftwaffe en werd II./Flak-Regiment 32. 

### Inzet 1943/44
In deze positie werd de divisie hier op 14 januari 1944 vol getroffen door het Krasnoye Selo–Ropsha Offensief. Het Sovjet 2e Stoottroepenleger vernietigde de divisie eigenlijk al in de eerste uren in zijn stellingen. De restanten trokken terug naar Kingisepp en verzamelden zich uiteindelijk aan het Narvafront. 

### Einde
De 10e Luftwaffen-Felddivisie werd op 12 februari 1944 officieel opgeheven. Het grootse deel van de resten van de divisie gingen naar de 170e Infanteriedivisie.

## Slagorde
- Luftwaffen-Jäger-Regiment 19 (met drie bataljons)
- Luftwaffen-Jäger-Regiment 20 (met drie bataljons)
- Luftwaffen-Artillerie-Regiment 10 (met vier afdelingen)
- Panzerjäger-Abteilung der Luftwaffen-Feld-Division 10
- Luftwaffen-Pionier-Bataillon 10
- Radfahrer-Kompanie der Luftwaffen-Feld-Division 10
- Luftnachrichten-Kompanie der Luftwaffen-Feld-Division 10
- Versorgungseinheiten der Luftwaffen-Feld-Division 10

Vanaf 1 november 1943:
- Jäger-Regiment 19 (L) (met drie bataljons)
- Jäger-Regiment 20 (L) (met drie bataljons)
- Artillerie-Regiment 10 (L) (met drie afdelingen)
- Füsilier-Bataillon 10 (L)
- Feldersatz-Bataillon 10 (L)
- Panzerjäger-Abteilung 10 (L)
- Pionier-Bataillon 10 (L)
- Nachrichten-Abteilung 10 (L)
- Divisionseinheiten 10 (L)

## Commandanten
| Rang                                       | Naam              | Begin             | Eind            |
| ------------------------------------------ | ----------------- | ----------------- | --------------- |
| Oberst vanaf 1 september 1943 Generalmajor | Walther Wadehn    | 25 september 1942 | 4 november 1943 |
| Generalmajor                               | Hermann von Wedel | 5 november 1943   | 29 januari 1944 |

## Bovenliggende bevelslagen
| Legerkorps                      | Leger     | Legergroep        | Plaats/regio | Begin           | Eind            |
| ------------------------------- | --------- | ----------------- | ------------ | --------------- | --------------- |
| direct onder bevel              | 18. Armee | Heeresgruppe Nord | Oraniembaum  | november 1942   | januari 1943    |
| 3e Luftwaffen-Feldkorps         | 18. Armee | Heeresgruppe Nord | Oraniembaum  | januari 1943    | 1 november 1943 |
| 50e Legerkorps                  | 18. Armee | Heeresgruppe Nord | Oraniembaum  | 1 november 1943 | december 1943   |
| III (Germaanse) SS Pantserkorps | 18. Armee | Heeresgruppe Nord | Oraniembaum  | januari 1944    | januari 1944    |